# Kaya (Sudan Południowy)
Kaya – miasto w Sudanie Południowym w stanie Yei River. Liczy 12 077 mieszkańców.